# Giovanni Bernardo Carlone
 (décembre 2020).
Ne doit pas être confondu avec Giovanni Bernardo Carbone.
Pour les articles homonymes, voir Carlone.
Pour les autres membres de la famille, voir Famille Carlone.
Giovanni Bernardo Carlone, né à Gênes en 1584 et mort à Milan en 1631, est un peintre baroque italien de l’école génoise.

## Biographie
Issu d’une famille d'artistes italiens d’origine tessinoise, Carlone est le fils du sculpteur lombard Taddeo Carlone venu s’établir à Gênes et le frère du  peintre Giovanni Battista Carlone.
Il commence son apprentissage à l’atelier de son père Taddeo et avec le Siennois Pietro Sorri, présent à Gênes entre 1596 et 1598. Ce dernier s’en étant, après avoir terminé l’ouvrage qu’il avait entrepris à Gênes, retourné en son pays, Carlone, qui avait profité de ses leçons, sentit qu’il aurait encore besoin de ce secours pendant quelque temps. Embarrassé dans le choix d’un autre maître, son père l’envoya à Rome pour acquérir le goût de la peinture dans l’étude des meilleurs tableaux et des figures antiques.
Après quelques années de séjour à Rome, très perfectionné dans la partie du dessin et de la composition, il passa à Florence, à l’atelier du Passignano, où il apprit à bien conduire son pinceau et à peindre à fresque.
Ses grandes études lui attirèrent l’estime des connaisseurs, mais le crédit de Bernardo Castello, dont il épousa la fille, lui en procura de plus considérables. De ce mariage, Carlone  eut plusieurs enfants, entre autres, Gio Andrea Carlone, qui devint dans la suite lui-même peintre.
Doué d’une singulière facilité pour la composition des plafonds, Carlone entendait bien les raccourcis et avait une manière de dessiner assez correcte ; ses têtes étaient gracieuses, quoiqu'un peu maniérées, il entendait bien le clair-obscur et son coloris était frais et vigoureux.
À son retour à Gênes, on le chargea de plusieurs ouvrages, dont il s’acquitta avec une telle distinction, que sa réputation se répandit dans les principales villes d’Italie et parvint à Milan, où il fut demandé par les pères théatins, pour peindre la voûte de leur Église de Saint Antoine. À peine avait-il  achevé la moitié de l’ouvrage, que ses infirmités l’arrêtèrent et terminèrent sa vie, à l’âge de quarante ans. Les religieux firent firent venir, pour l’occasion, son frère Giovanni Battista Carlone, de Gênes pour achever son ouvrage.
Jean Carlone s’est fort distingué par son grand goût de peinture, entendant bien les raccourcis ; il a même été assez correct. Son principal ouvrage est le plafond de l’annonciade, appelée del Guastatto, qui est un morceau étonnant pour l’effet des couleurs ; c’est l’histoire de la Vierge. Il a fait aussi d’autres tableaux à l’huile dans l’église di Portoria ; le milieu de la nef du Jésus est encore une fresque de sa main. Il a peint, dans une maison d’Albaro, proche de la ville de Gênes, l’histoire d’Esther, celle d’Icare, de Niobé et d’Orphée.

## Œuvres
- Venere e Cupido, disegno, Providence (USA), Rhode Island School, 1607.
- Sansone che atterra il leone, fresque, villa imperiale Scassi, entrée, 1607.
- Crocifisso con i Santi Bartolomeo e Giuda Taddeo - Albissola Marina, Chiesa parrocchiale, 1610.
- Pentecoste, huile sur toile, Toirano, Chiesa parrocchiale, Cappella Garassini, 1613.
- Dio Padre Benedicente, Martirio di San Vitale, Martirio di San Vigilio, fresques, Rovio, Chiesa parrocchiale dei Santi Vitale e Agata, Cappella Carloni, retable, 1613.
- Crocifisso con la Vergine e i Santi Maria Maddalena, Giovanni Evangelista e Carlo Borromeo, huile sur toile, Rovio, Chiesa parrocchiale dei Santi Vitale e Agata, Cappella Carloni, retable, 1614.
- Scene dalle Metamorfosi di Ovidio, fresques, Gênes-Albaro, Villa Soprani-Camilla, 1616 environ.
- Storie dei Santi Stefano e Lorenzo, fresques, Genova, Chiesa dei Santi Ambrogio e Andrea, dite du Gesù, chapelle Doria, murs, 1619.
- Annunciazione, Sogno di San Giuseppe, Visitazione, fresques, Gênes, Chiesa dei Santi Ambrogio e Andrea, dite du Gesù, chapelle dell’Immacolata, arcade, 1619.
- Natività, Annunzio a San Gioacchino, Natività di Gesù, fresques, Gênes, Chiesa dei Santi Ambrogio e Andrea, detta del Gesù, cappella dell’Immacolata, voûte, 1619.
- Episodi della vita di San Rocco, fresques, Genova, Chiesa di San Rocco di Granarolo, voûte du presbytère, 1620.
- Assunzione della Vergine, huile sur toile, Ventimiglia, Cattedrale dell’Assunta, chapelle Giudici, 1620-1621.
- Imprese di Megollo Lercari, fresques, Gênes-Sampierdarena, Villa Spinola di San Pietro, diverses salles, 1622-1623 environ.
- Storie di Cristo e della Vergine, fresques, Genova, Chiesa dei Santi Ambrogio e Andrea, dite du Gesù, voûte, transept et coupole, 1624 environ.
- Ecce Homo, Deposizione nel sepolcro, Resurrezione, fresques, Gênes, Chiesa dei Santi Ambrogio e Andrea, dite du  Gesù, chapelle Raggio, arcade, 1624.
- Entrata di Cristo a Gerusalemme, Adorazione dei Magi, Sollevamento della Croce, Incoronazione della Vegine, Ascensione, Giudizio Finale, fresques, Genova, Chiesa dei Santi Ambrogio e Andrea, detta del Gesù, voûte du presbytère, du transept et de la nef, 1624.
- Episodi della vita della Vergine, fresques, Gênes-Sampierdarena, Chiesa parrocchiale di Santa Maria della Cella, 1624 environ.
- L’Adorazione dei Magi, fresque - Gênes, Basilica della Santissima Annunziata del Vastato, 1625.
- L’entrata a Gerusalemme, fresque - Gênes, Basilica della Santissima Annunziata del Vastato, 1625-1626.
- L’orazione nell’ortho degli ulivi, fresque - Gênes, Basilica della Santissima Annunziata del Vastato, 1626-1627.
- Immacolata Concezione e santi, huile sur toile, Oristano, Chiesa dei Cappuccini, 1627 environ.
- La Croce appare a Costantino, La Prova della vera Croce, Eraclio riporta la Croce a Gerusalemme, fresques, Milan, Chiesa di Sant’Antonio abate, voûte de la nef, 1631.
- Trionfo della Croce, Il Serpente di bronzo, Sacrificio di Isacco, Progenitori nel Paradiso terrestre, Passaggio del Mar Rosso, fresques, Milan, Chiesa di Sant’Antonio abatte, voûte du transept, espaces intermédiaires, 1631.